# مأمور الضبط القضائي في القانون المصري
مأمور الضبط القضائي هو شخص منحه القانون المصري مهمة الضبط القضائي عقب وقوع الجريمة، وقد جرى تحديد مأموري الضبط القضائي على سبيل الحصر في المادة 23 من قانون الإجراءات الجنائية المصري. وهؤلاء ينقسمون إلى طائفتين: طائفة مأموري الضبط الذين لهم الضبطية القضائية تجاه جميع أنواع الجرائم، وطائفة مأموري الضبط الذين ليس لهم الضبطية إلا تجاه جرائم معينة متعلقة بوظائفهم الأساسية. يظل مأمور الضبط القضائي أهلاً لمباشرة الضبطية القضائية حتى في غير أوقات العمل الرسمية والإجازات؛ فيجوز للضابط القبض على المتهم وتحرير محضر بالواقعة يوم إجازته الرسمية.

## مأمورو الضبط

### ذوو الاختصاص العام
وهؤلاء يمارسون الضبطية القضائية في مواجهة جميع أنواع الجرائم وفي جميع أنحاء الدولة؛ وهم:
1. ضباط المباحث العامة.
2. أفراد مصلحة الأمن العام، وشُعَب البحث الجنائي.
3. ضباط مصلحة السجون.
4. ضباط شرطة السكك الحديدية، والنقل والمواصلات.
5. ضباط أساس هجّانة الشرطة.
6. مفتشو وزارة السياحة.

أما بقية مأموري الضبط القضائي من ذوي الاختصاص العام، فهم لهم الضبطية القضائية، ولكن في نطاق إقليمي محدد؛ وهم:
1. أعضاء النيابة العامة.
2. بقية أفراد أفرع الشرطة الأخرى، من ضباط وأمناء وكونستبلات ومساعدين.
3. رؤساء نقط الشرطة.
4. العُمَد ومشايخ البلاد ومشايخ الخفراء.
5. نُظًار ووكلاء محطات السكك الحديدية.

### ذوو الاختصاص الخاص
وهؤلاء لهم صلاحية الضبط القضائي تجاه جرائم محددة تتعلّق بوظيفتهم، ويحصلوا على الضبطية القضائية بقرار من وزير العدل؛ ومنهم:
1. مهندسو التنظيم.
2. مفتشو الصحة ومساعديهم.
3. مفتشو الأغذية.
4. أعضاء هيئة الرقابة الإدارية.
5. بعض موظفي الجمارك.
6. الموظفون الذين يعيّنهم وزير الشئون الاجتماعية للتحقق من حالة الحدث الاجتماعية.
7. رجال خفر السواحل.

ويمكن لمأموري الضبط القضائي من ذوي الاختصاص العام مباشرة الإجراءات الخاصة بتلك الجرائم التي يختص بها ذوي الاختصاص الخاص.

## مساعدو مأموري الضبط القضائي
لا يعدّ من ضمن مأموري الضبط القضائي كل من: جنود الشرطة، والمخبرين، والخفراء، ووكلاء الخفراء، ووكلاء مشايخ البلاد. وإنما يعتبروا من ضمن «مساعدي مأموري الضبط القضائي». وبالتالي لا يجوز لهم القبض على المتهم أو تفتيشه، إلا لو تم القبض أو التفتيش في حضور مأمور الضبط القضائي؛ لأن القبض أو التفتيش في تلك الحالة يكون كأنه قد صدر عن مأمور الضبط نفسه. ويجوز تكليف مساعدي مأموري الضبط بالتحري عن الجريمة وجمع المعلومات، وإجراء المعاينات اللازمة، والحفاظ على أدلة الجريمة، وتحرير محضر بما اتخذوه من إجراءات.

## مهمتهم العامة

### إجراء التحريات
إجراء التحريات معناه جمع المعلومات حول الجريمة لمعرفة ظروفها ومرتكبيها، فور علم رجال الضبط القضائي بوقوع الجريمة. ويجوز لمأمور الضبط الاستعانة بكافة الطرق المشروعة للقيام بالتحريات؛ كالتخفي وانتحال الصفات واصطناع المرشدين السريين، بشرط عدم خلق جريمة أو التحريض عليها. وعلى ذلك، إذا تظاهر ضابط الشرطة بأنه يريد شراء المخدرات من متهم بالاتجار فيها، فأخرج المتهم ما معه من مخدرات ليبيعها له، فألقى الضابط القبض عليه، فإن هذا الإجراء يكون مشروعاً ولا يعتبر تحريضاً على ارتكاب الجريمة؛ لأن المتهم في هذه الحالة قد قام ببيع المخدرات دون علمه بأن من تظاهر بالشراء من رجال الشرطة.

### قبول البلاغات والشكاوى
على مأموري الضبط القضائي أن يقبلوا البلاغات والشكاوى التي تصل لهم بشأن الجرائم.

### جمع الاستدلالات
يجب على مأموري الضبط القضائي، عقب علمهم بوقوع الجريمة، أن يقوموا بجمع كافة القرائن والأدلة اللازمة للتحقيق في الدعوى، وسماع المتهمين والشهود. وليس لهم إصدار أمر بضبط وإحضار متهم أو شاهد لم يحضر طواعية؛ لأن أمر الضبط والإحضار هو من إجراءات التحقيق لا من إجراءات الاستدلال. لكن يجوز لهم استدعاء المتهم أو الشاهد بالطريق الإداري.

### التحفظ على الأشخاص
محظور على رجال الضبط القضائي القبض على المتهم في غير حالات التلبس بالجريمة. ولكن في غير حالات التلبس، يجوز لهم أن يطلبوا من النيابة العامة إصدار أمر بالقبض على المتهم (إذا كان حاضراً) أو إصدار أمر بضبطه وإحضاره (إذا كان غير حاضر)، وذلك بشرطين:
1. أن تكون الجريمة إما جناية، أو جنحة سرقة أو نصب أو تعدٍ شديدٍ أو مقاومة رجال السلطة بالقوة والعنف.[9]
2. وجود دلائل كافية على اتهام الشخص بارتكاب جريمة من الجرائم سالفة الذكر.[9]

وإلى حين صدور الأمر بالقبض أو بالضبط والإحضار من النيابة العامة، يجوز لرجال الضبط القضائي اتخاذ الإجراءات التحفظية المناسبة، والتحفظ على المتهم ليس قبضاً عليه، وإنما هو وضع المتهم تحت نظر مأمور الضبط لحين عرض الأوراق على النيابة العامة. وعلى ذلك، قضت محكمة النقض باعتبار ما حدث بأنه «قبض غير قانوني» وليس إجراءً تحفظياً، في قضية أبلغت فيها المجني عليها بقيام رجل بسرقتها في الشارع، فتوصلت التحريات لمعرفة الجاني فتم القبض عليه، واعترف بالجريمة وبجرائم أخرى ارتكبها عقب مواجهته بما انتهت إليه التحريات.

### تحرير محضر جمع الاستدلالات
يُلزِم القانون مأموري الضبط القضائي بأن يحرروا محاضر جمع الاستدلالات مُوقّع عليها منهم، تُثبت جميع الإجراءات التي اتخذوها ووقت ومكان تلك الإجراءات، ثم تُرسَل تلك المحاضر إلى النيابة العامة. ولا يُبطِل محضر جمع الاستدلالات عدم وجود محامي عن المتهم أثناء كتابة المحضر؛ لأن القانون لم يُلزِم الاستعانة بمحامٍ في مرحلة جمع الاستدلالات.